# Svenska koncentrationsläger i Tredje rikets skugga
Svenska koncentrationsläger i Tredje rikets skugga är en bok av Niclas Sennerteg och Tobias Berglund, utgiven 2008 på Natur & Kultur.

## Innehåll
Boken handlar om interneringsläger i Sverige under andra världskriget i vilka obekväma utlänningar placerades utan rättegång, på obestämd tid och utan att få veta vad de anklagades för.
Tidigare hemligstämplade dokument visade att Sverige hade sammanlagt 14 sådana läger.